# BBC Radio 3
BBC Radio 3 es un servicio de radio nacional de la BBC, disponible vía Internet en el mundo entero. Temáticamente es una radio especializada en arte, drama, música clásica y jazz. Sus programas más destacados son:
| - Andy Kershaw. World music, rock, música country y blues - Cd Masters. Música clásica del mundo. - Cd review. Noticias, música, entrevistas. - Composer of the week. Música de todos los siglos. - The early Music Show.Una mirada a la música del mundo. - Hear and Now. Sesiones y conciertos en directo de grupos nuevos. - In tune. Noticias de arte, Opiniones y una selección ecléctica de música. | - Late Junction. World music, jazz,música clásica nueva y música electrónica. - Levrets. Live. Foro sobre cultura, donde se debate sobre temas culturales. - Lunchtime Concert. Conciertos desde todos los sitios del Reino Unido. - Through the night. Música de concierto y ópera desde todas partes de Europa. Todos los días - The Wire. Nuevo drama experimental. - World Routes. Música desde todas partes del mundo. |